# Roc del Quir
El Roc del Quir és una muntanya de 1.734 metres que es troba al municipi de Meranges, a la comarca de la Cerdanya.